# Zachary Donohue
Zachary Donohue, né le 5 janvier 1991 à North Madison, est un patineur américain. Avec sa partenaire Madison Hubbell avec laquelle il patine depuis 2011, il est notamment médaillé d'or aux championnats des quatre continents 2014. Il remporte le Trophée Éric Bompard en 2015.
Lors de sa carrière junior, il patinait avec Piper Gilles.

## Biographie

### Carrière sportive
Aux Jeux olympiques d'hiver de 2022 à Pékin, il est membre de l'équipe mixte américaine médaillée d'argent. Cependant, deux ans plus tard, le Tribunal Arbitral du Sport (TAS) prononce une suspension de quatre ans à l'encontre de Kamila Valieva, membre de l'équipe russe qui a remporté l'or. La décision du Tribunal arbitral du sport signifie que la Russie perd le titre dans l'épreuve par équipe et que les États-Unis récupèrent la médaille d'or devant le Japon.

### Vie privée
Il vit une relation personnelle avec Madison Hubbell dans les premiers temps de leur partenariat professionnel, sur lequel le couple préfère ensuite se concentrer.
Il est marié depuis septembre 2022 avec la patineuse artistique australienne Chantelle Kerry (en).

## Palmarès
Avec deux partenaires :
- Piper Gilles (1 saison : 2009-2010)
- Madison Hubbell (11 saisons : 2011-2022)

| Compétition                                                             | 2010    |  | 2011    | 2012    | 2013    | 2014    | 2015    | 2016    | 2017    | 2018    | 2019    | 2020    | 2021    | 2022    |
| Jeux olympiques d'hiver                                                 |         |  |         |         |         |         |         |         |         | 4e      |         |         |         | 3e      |
| Championnats du monde                                                   |         |  |         | 10e     |         |         | 10e     | 6e      | 9e      | 2e      | 3e      | CA      | 2e      | 2e      |
| Quatre continents                                                       |         |  |         | 5e      |         | 1er     |         | 4e      | 4e      |         | 4e      | 3e      | CA      |         |
| Championnats des États-Unis                                             |         |  |         | 3e      | 4e      | 4e      | 3e      | 3e      | 3e      | 1er     | 1er     | 2e      | 1er     | 2e      |
| Championnats du monde juniors                                           | 9e      |  |         |         |         |         |         |         |         |         |         |         | CA      |         |
|                                                                         |         |  |         |         |         |         |         |         |         |         |         |         |         |         |
| Grand Prix ISU                                                          | 2009/10 |  | 2010/11 | 2011/12 | 2012/13 | 2013/14 | 2014/15 | 2015/16 | 2016/17 | 2017/18 | 2018/19 | 2019/20 | 2020/21 | 2021/22 |
| Finale du Grand Prix                                                    |         |  |         |         |         |         |         | 6e      | 5e      | 4e      | 1er     | 3e      | CA      | CA      |
| Skate America                                                           |         |  |         | 6e      |         | 4e      |         |         | 2e      |         | 1er     | 1er     | 1er     | 1er     |
| Skate Canada                                                            |         |  |         |         | 5e      | 3e      | 3e      |         |         | 3e      | 1er     | 2e      | CA      |         |
| Coupe de Chine                                                          |         |  |         |         |         |         |         |         |         |         |         |         |         | 2e      |
| Trophée de France                                                       |         |  |         |         | 4e      |         | 3e      | 1er     | 2e      |         |         |         | CA      |         |
| Trophée NHK                                                             |         |  |         |         |         |         |         | 3e      |         | 2e      |         |         |         |         |
| Légende : CA = Compétitions annulées à cause de la pandémie de Covid-19 |         |  |         |         |         |         |         |         |         |         |         |         |         |         |